# Jardins de Hamilton

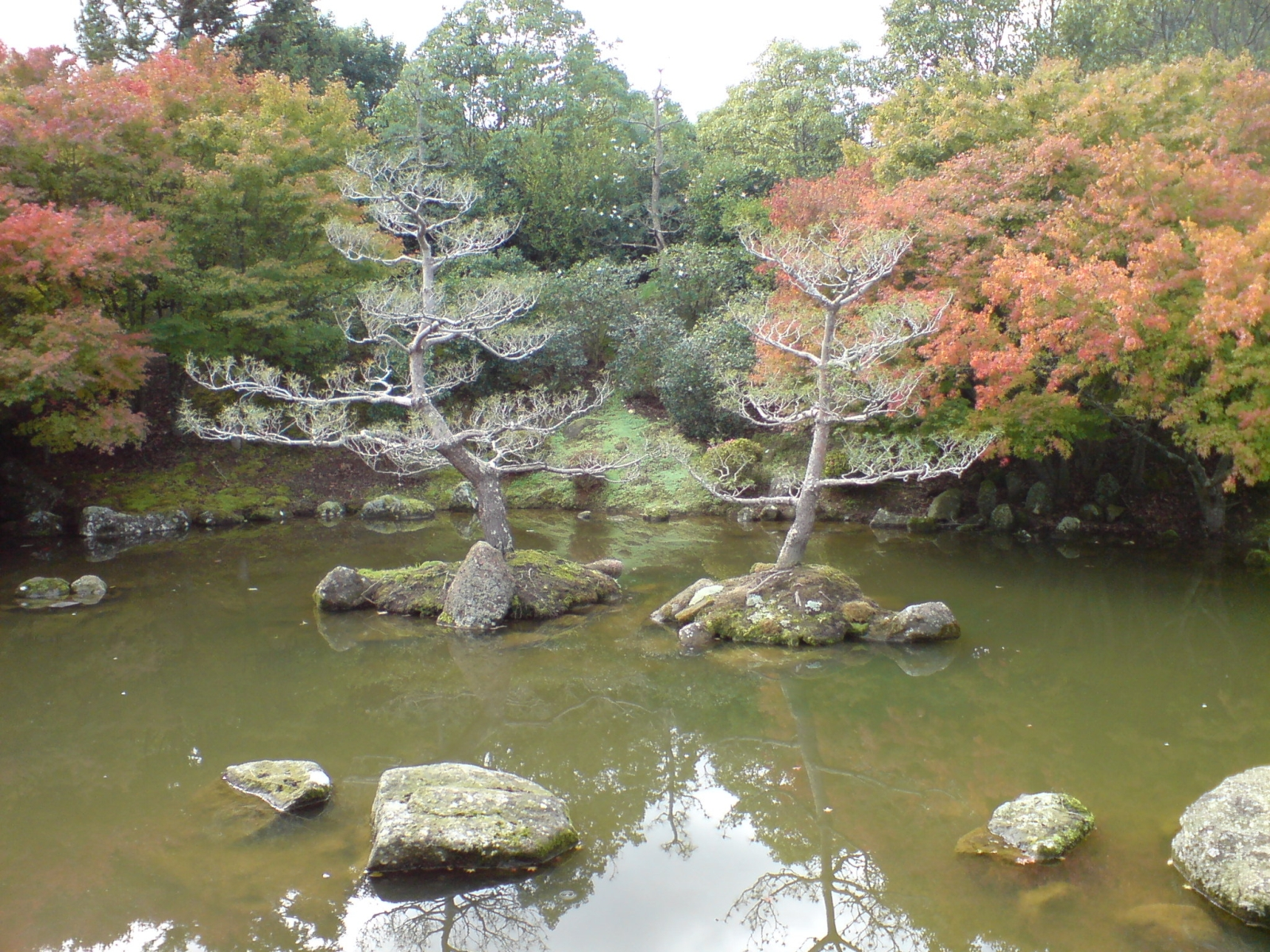
Jardins De Hamilton - Lago do Jardim Japonês.

Os Jardins de Hamilton são um conjunto de Jardins Públicos em Hamilton, Nova Zelândia. São a atracção mais popular da região de Waikato, atraindo cerca de 600.000 pessoas por ano e lançando numerosos eventos.
Os jardins ficam entre o rio Waikato e a SH1. A entrada para os jardins é grátis. No centro dos jardins fica um centro de convenções chamado Hamilton Gardens Pavilion, um centro informativo operado por voluntários o Restaurante de Turtle Lake e o Café de Turtle Lake.